# Perissolestes castor
Perissolestes castor – gatunek ważki z rodziny Perilestidae. Występuje na terenie Ameryki Południowej.